# アンドレイ・エシュパイ
アンドレイ・ヤコブレヴィチ・エシュパイ（英語: Andrei Yakovlevich Eshpai；ロシア語: Андре́й Я́ковлевич Эшпа́й、1925年5月15日 - 2015年11月8日）は、ロシアの作曲家。

## 生涯
マリ・エル共和国コジモデミヤンスク出身。作曲家の父ヤコフ・アンドレイヴィチ・エシュパイから最初の音楽教育を受けた。1934年から1941年までモスクワのグネーシン音楽院でピアノを学んだ。1943年から独ソ戦に従軍。
戦後はモスクワ音楽院で1948年から1953年までピアノをヴラディーミル・ソフロニツキーに、作曲をニコライ・ラコフ、ニコライ・ミャスコフスキー、そしてエフゲニー・ゴルベフについて学んだ。卒業後、大学院で1953年から1956年までアラム・ハチャトゥリアンに師事した。1965年から1970年までモスクワ音楽院の教壇に立ったことをのぞけば、フリーランスの作曲家として活動した。またソビエト連邦作曲家同盟とロシア作曲家同盟の活動も精力的に行った。1986年にレーニン賞を受賞。
2015年にモスクワにて死去。

## 家族・親族
- 父：ヤコフ・アンドレイヴィチ・エシュパイ(Yakov Eshpai)
- 息子：映画製作者のアンドレイ・アンドレイヴィチ・エシュパイ(Andrei Eshpai)

## 作曲作品と作風
彼の作品のほとんど全てにおいて、民謡研究家だった父を通じて、マリ・エルの音楽の影響を受けている。その他彼に影響を与えた作曲家としてハチャトゥリアン、ミャスコフスキー、セルゲイ・プロコフィエフ、バルトーク・ベーラなどがあげられる。またリズムの面ではジャズを取り入れている。

## 主要作品
- ヴィオラ協奏曲 (1987)
- チェロ協奏曲
- フルート協奏曲 (1992)
- オーボエ協奏曲
- 2曲のピアノ協奏曲
- 合奏協奏曲 (1966-67)
- 9曲の交響曲
- 3曲のヴァイオリン・ソナタ
- 二つの岸（作詞：ポジェニャーン）